# 哲学字彙
『哲学字彙』（てつがくじい、哲學字彙）は、1881年（明治14年）初版の日本の学術用語集。井上哲次郎ら編。後に『改訂増補 哲学字彙』『英独仏和 哲学字彙』も出版された。
日本哲学史だけでなく近代日本語史・漢訳語史全般の重要史料。本書が一因となり「哲学」「科学」「形而上学」「宗教」「普遍」「意志」「絶対」「契約」などの語彙が普及した。その影響は、日本語だけでなく中国語などにも及ぶ。

## 成立経緯
明治初期に乱立していた漢訳語を統一するため編纂された。編者は、井上哲次郎・和田垣謙三・国府寺新作・有賀長雄の四人で、ほかにも無記名の協力者がいた。中心人物は井上だった。
土台になったのは、19世紀イギリスの哲学者ウィリアム・フレミングの『哲学字典』（Vocabulary of philosophy, mental, moral, and metaphysical. 初版は1857年だが依拠した版は不明）の見出し語であり、同書に載っていない見出し語も加えられた。
1881年（明治14年）に、東京大学から初版が刊行された。初版の残部が尽きたのをきっかけに、1884年（明治17年）に『改訂増補 哲学字彙』が東洋館から刊行された。1912年（明治45年・大正元年）1月には、井上・中島力造・元良勇次郎の三人により『英独仏和 哲学字彙』が丸善から刊行された。この『英独仏和 哲学字彙』は、1921年（大正10年）に重版された。

## 内容
見出し語ごとに、一個から複数個の訳語が羅列される。語義は載っていない。
見出し語は、哲学に限らず人文科学・社会科学・自然科学全般の用語からなる。総数は、初版で1952語、英独仏和版で2723語に及ぶ。言語は英語で、まれにラテン語の成句や他の言語も含まれる。英独仏和版は題名通りドイツ語・フランス語との対訳も記す。
訳語は、先人が考案した訳語もあれば、本書で新たに考案された訳語もある。後者の場合は大抵、訳語の後に「按語」（漢文の「按（あんずるに）……」という構文）で典拠が示されている。訳語の後に丸括弧で分野名が示されている場合もある。例:（論）論法、（物）物理学
初版と改訂増補版には、『清国音符』(J.G.Bridgman. Chinese Symphonious Characters) が付録されている。これは明治当時、中国語音で音訳された固有名詞を解読する際に使われたものと推定される。また、改訂増補版には『梵漢対訳佛法語籔』(E.J.Eitel. A Sanskrit Chinese Dictionary) も付録された。

## 初版の主な訳語
※国立国語研究所のWebサイトに初版のjpg, pdf, txtファイルが公開されている。以下、同サイトの翻字に基づく。
| 見出し語             | 『哲学字彙』の訳語                                | 現在の主な訳語       | 備考・参考                                                  |
| -------------------- | ------------------------------------------------- | -------------------- | ----------------------------------------------------------- |
| Aesthetics           | 美妙学                                            | 美学                 |                                                             |
| Absolute             | 絶対、純全、専制（政）                            | 絶対                 | 「絶対」に按語あり                                          |
| Abstract             | 抽象、虚形、形而上                                | 抽象                 | 「形而上」に按語あり                                        |
| A priori             | 先天                                              | アプリオリ           | 按語あり                                                    |
| A posteriori         | 後天                                              | アポステリオリ       | 按語あり                                                    |
| Atom                 | 微分子（物）                                      | 原子                 |                                                             |
| Category             | 範疇                                              | 範疇、カテゴリー     | 按語あり                                                    |
| Cognition            | 認識                                              | 認識                 |                                                             |
| Common sense         | 常識                                              | 常識、コモン・センス |                                                             |
| Concept              | 概念                                              | 概念                 |                                                             |
| Constitution         | 憲法                                              | 憲法                 |                                                             |
| Contract             | 契約                                              | 契約                 | [ 9 ]                                                       |
| Contradiction        | 乖角、背戻、矛盾、背馳 、忤逆、枘鑿、反言対（論） | 矛盾                 |                                                             |
| Cosmos               | 世界                                              | コスモス、宇宙       |                                                             |
| Criticism            | 批評                                              | 批評                 |                                                             |
| Deduction            | 演繹法（論）                                      | 演繹法               | 按語あり                                                    |
| Definition           | 定義                                              | 定義                 |                                                             |
| Economic             | 家政、理財学                                      | 経済学               |                                                             |
| Epistemology         | 致知学                                            | 認識論               |                                                             |
| Ethics               | 倫理学                                            | 倫理学               | 按語あり                                                    |
| Fallacy              | 虚偽                                              | 虚偽、誤謬           |                                                             |
| Hallucination        | 幻想                                              | 幻覚                 |                                                             |
| Human nature         | 性、本性                                          | 人間の本性           | 「性」に按語あり                                            |
| Idea                 | 観念                                              | 観念                 |                                                             |
| Ideal                | 理想                                              | 理想                 |                                                             |
| Idealism             | 唯心論                                            | 唯心論               | 按語あり                                                    |
| Identity             | 同一                                              | 同一性               |                                                             |
| Induction            | 帰納法                                            | 帰納法               | 按語あり                                                    |
| Jurisprudence        | 法理学                                            | 法学                 |                                                             |
| Logic                | 論法                                              | 論法、論理など       |                                                             |
| Materialism          | 唯物論                                            | 唯物論               | 按語あり                                                    |
| Metaphysics          | 形而上学                                          | 形而上学             | 按語あり                                                    |
| Miracle              | 霊恠、神跡                                        | 奇跡                 | 「奇跡」の初出は『英独仏和 哲学字彙』                       |
| Nature               | 本性、資質、天理、造化 、宇宙、洪鈞、万有         | 本性、自然など       |                                                             |
| Natural philosophy   | 物理学                                            | 自然哲学             |                                                             |
| Nirvana              | 涅槃                                              | 涅槃                 | サンスクリット語                                            |
| Objective            | 客観的                                            | 客観的               |                                                             |
| Paradox              | 逆説                                              | 逆説、パラドックス   | [ 28 ]                                                      |
| Petitio principii    | 匿証佯争                                          | 論点先取             |                                                             |
| Phenomenon           | 現象                                              | 現象                 |                                                             |
| Philosophy           | 哲学                                              | 哲学                 | 他の見出し語では「理学」とも訳される                        |
| Physics              | 物理学                                            | 物理学               |                                                             |
| Political philosophy | 政理学                                            | 政治哲学             |                                                             |
| Political science    | 政理学                                            | 政治学               |                                                             |
| Premise              | 前提（論）                                        | 前提                 |                                                             |
| Proposition          | 命題（論）                                        | 命題                 |                                                             |
| Religion             | 宗教                                              | 宗教                 | [ 5 ]                                                       |
| Reason               | 道理、理性                                        | 道理、理性など       |                                                             |
| Reasoning            | 推論                                              | 推論                 |                                                             |
| Revolution           | 革命、顚覆                                        | 革命                 | 按語あり                                                    |
| Rhetoric             | 修辞                                              | 修辞                 |                                                             |
| Science              | 理学、科学                                        | 科学                 | [ 3 ]                                                       |
| Society              | 社会                                              | 社会                 |                                                             |
| Sociology            | 世態学                                            | 社会学               |                                                             |
| Subjective           | 主観的                                            | 主観的               |                                                             |
| Substance            | 本質、太極                                        | 実体                 | 「太極」に按語あり 「実体」は別の複数の見出し語にあてられる |
| Trinity              | 三位一体                                          | 三位一体             | 按語あり                                                    |
| Truth                | 真理、真実                                        | 真理、真実、真       |                                                             |
| Universal            | 一統、普遍、全称（論）                            | 普遍、全称           | [ 6 ]                                                       |
| Universe             | 宇宙                                              | 宇宙                 |                                                             |
| Utilitarianism       | 功利学                                            | 功利主義             |                                                             |
| Vernunft             | 理性                                              | 理性                 | ドイツ語                                                    |
| Verstand             | 悟性                                              | 悟性                 | ドイツ語                                                    |
| Virtue               | 徳                                                | 徳                   |                                                             |
| Will                 | 意志                                              | 意志                 |                                                             |
| World                | 世界、人間、寰宇、乾坤                            | 世界                 |                                                             |

## 書誌情報
- 『哲学字彙 附清国音符』東京大学三学部、1881年（明治14年）。NDLJP:752942
  - 『哲学字彙』名著普及会、1980年。
  - 『哲学字彙』平凡社〈リプリント日本近代文学（オンデマンド版）241〉2015年。ISBN 9784256902417
  - “哲学字彙”.  国立国語研究所、翻字は大阪大学大学院文学研究科岡島昭浩研究室 (2016年). 2021年7月19日閲覧。
- 『改訂増補 哲学字彙』東洋館、1884年（明治17年）。NDLJP:994560
  - 『改訂増補 哲学字彙』名著普及会、1980年。
  - 『改訂増補 哲学字彙』平凡社〈リプリント日本近代文学（オンデマンド版）242〉2015年。ISBN 9784256902424
- 『英独仏和 哲学字彙』丸善、1912年（明治45年）。NDLJP:752943
  - 『英独仏和 哲学字彙』名著普及会、1980年。
  - 『英独仏和 哲学字彙』平凡社〈リプリント日本近代文学（オンデマンド版）243〉2015年。ISBN 9784256902431
- 飛田良文『哲学字彙訳語総索引』笠間書院〈笠間索引叢刊〉1979年。ISBN 9784305200723
- 飛田良文・琴屋清香『改訂増補哲學字彙訳語総索引』港の人、2005年。ISBN 978-4896291339

### 書籍
- 陳力衛『和製漢語の形成とその展開』汲古書院、2001年。ISBN 4762934399。
- 飛田良文「『哲學字彙』について」『哲學字彙訳語総索引』笠間書院〈笠間索引叢刊〉、1979年。ISBN 9784305200723

### 論文
- 狭間直樹「中江兆民『民約訳解』の歴史的意義について --「近代東アジア文明圈」形成史 : 思想篇」『近代東アジアにおける翻訳概念の展開 京都大学人文科学研究所附属現代中国研究センター研究報告』2013年。
- 遠藤智夫「『英和対訳袖珍辞書』・『百学連環』・『哲学字彙』に於ける訳語一致度の考察」『英学史研究』1996巻28、日本英学史学会、1995年。
- 真田治子「井上哲次郎の欧州留学と『哲学字彙』第三版の多言語表記」『埼玉学園大学紀要 人間学部篇』第7号、2007年。
- 朱京偉「『哲学字彙』再版と三版の増補訳語について」『日本語科学』第10号、国書刊行会、2001年。
- 朱京偉「明治期における近代哲学用語の成立 : 哲学辞典類による検証」『日本語科学』第12号、国立国語研究所、2002年。
- 桑兵(著)、村上衛(訳)「近代「中国哲学」の起源」『近代東アジアにおける翻訳概念の展開 京都大学人文科学研究所附属現代中国研究センター研究報告』2013年。
- 高野繁男「『哲学字彙』の和製漢語 : その語基の生成法・造語法」『人文学研究所報』第37号、2004年。
- 三浦國雄「翻訳語と中国思想 : 『哲学字彙』を読む」『人文研究』第3号、大阪市立大学、1995年。